# Eliza Acton

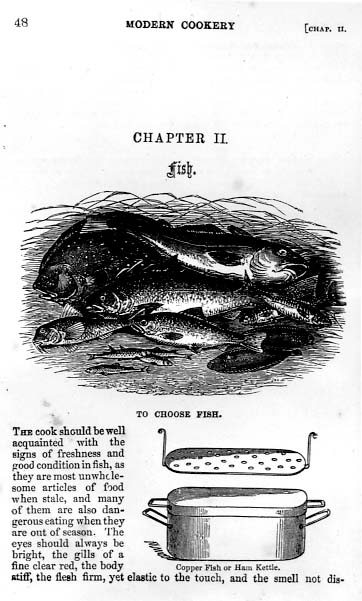
Strona z Modern Cookery for Private Families

Eliza Acton (właśc. Elisabeth Acton, ur. 17 kwietnia 1799 w Battle, zm. 13 lutego 1859 w Londynie) – angielska pisarka i poetka, także autorka książek kucharskich.
Jej dzieło Modern Cookery for Private Families wywarło znaczący wpływ na Mrs Beeton, autorkę prac z zakresu prowadzenia gospodarstwa domowego.

## Publikacje
- 1826: Wiersze
- 1838: The Chronicles of Castel Framlingham (poemat)
- 1842: The Voice of the North (poemat)
- 1845: Modern Cookery for Private Families
- 1857: The English Bread Book

W internetowej antologii poezji angielskiej znalazł się jeden wiersz Elizy Acton.